# Giải của Hội phê bình phim New York cho phim ngoại ngữ hay nhất
Giải của Hội phể bình phim New York cho phim ngoại ngữ hay nhất là một trong các giải của Hội phê bình phim New York dành cho các phim nói tiếng nước ngoài được bầu chọn là hay nhất trong năm.
Dưới đây là danh sách (không đầy đủ) các phim đoạt giải:
Bản mẫu:TOCDecades60

### Thập niên 1960
| Năm  | Tên tiếng Anh             | Tên gốc                 | Nước      | Đạo diễn               |
| ---- | ------------------------- | ----------------------- | --------- | ---------------------- |
| 1965 | Juliet of the Spirits     | Giulietta degli spiriti | Ý         | Federico Fellini       |
| 1966 | A Shop on the High Street | Obchod na korze         | Tiệp Khắc | Ján Kadár & Elmar Klos |
| 1967 | The War Is Over           | La guerre est finie     | Pháp      | Alain Resnais          |
| 1968 | War and Peace             | Voyna i mir             | Liên Xô   | Sergei Bondarchuk      |

### Thập niên 1970
| Năm  | Tên tiếng Anh                  | Tên gốc                | Nước   | Đạo diễn       |
| ---- | ------------------------------ | ---------------------- | ------ | -------------- |
| 1978 | Bread and Chocolate            | Pane e cioccolata      | Ý      | Franco Brusati |
| 1979 | The Tree with the Wooden Clogs | L'albero degli zoccoli | Pháp/Ý | Ermanno Olmi   |

### Thập niên 1980
| Năm  | Tên tiếng Anh                             | Tên gốc                                  | Nước          | Đạo diễn           |
| ---- | ----------------------------------------- | ---------------------------------------- | ------------- | ------------------ |
| 1980 | My American Uncle                         | Mon oncle d'Amérique                     | Pháp          | Alain Resnais      |
| 1981 | Pixote                                    | Pixote: A lei do mais fraco              | Brasil        | Hector Babenco     |
| 1982 | Time Stands Still                         | Megáll az idö                            | Hungary       | Péter Gothár       |
| 1983 | Fanny and Alexander                       | Fanny och Alexander                      | Thụy Điển     | Ingmar Bergman     |
| 1984 | A Sunday in the Country                   | Un dimanche à la campagne                | Pháp          | Bertrand Tavernier |
| 1985 | Ran                                       | Ran                                      | Nhật Bản/Pháp | Akira Kurosawa     |
| 1986 | The Decline of the American Empire        | Le déclin de l'empire américain          | Canada        | Denys Arcand       |
| 1987 | My Life as a Dog                          | Mitt liv som hund                        | Thụy Điển     | Lasse Hallström    |
| 1988 | Women on the Verge of a Nervous Breakdown | Mujeres al borde de un ataque de nervios | Tây Ban Nha   | Pedro Almodóvar    |
| 1989 | Story of Women                            | Une affaire de femmes                    | Pháp          | Claude Chabrol     |

### Thập niên 1990
| Năm  | Tên tiếng Anh         | Tên gốc                       | Nước                          | Đạo diễn             |
| ---- | --------------------- | ----------------------------- | ----------------------------- | -------------------- |
| 1990 | The Nasty Girl        | Das Schreckliche Mädchen      | Đức                           | Michael Verhoeven    |
| 1991 | Europa Europe         | Europa Europa                 | Đức                           | Agnieszka Holland    |
| 1992 | Raise the Red Lantern | Da hong deng long gao gao gua | Trung quốc/Hồng Kông/Đài Loan | Zhang Yimou          |
| 1993 | Farewell My Concubine | Ba wang bie ji                | Hồng Kông                     | Chen Kaige           |
| 1994 | Three Colours: Red    | Trois couleurs: Rouge         | Pháp/Ba Lan/Thụy Sĩ           | Krzysztof Kieslowski |
| 1995 | Wild Reeds            | Les roseaux sauvages          | Pháp                          | André Téchiné        |
| 1996 | The White Balloon     | Badkonake sefid               | Iran                          | Jafar Panahi         |
| 1997 | Ponette               | Ponette                       | Pháp                          | Jacques Doillon      |
| 1998 | The Celebration       | Festen                        | Đan Mạch                      | Thomas Vinterberg    |
| 1999 | All About My Mother   | Todo sobre mi madre           | Tây Ban Nha                   | Pedro Almodóvar      |

### Thập niên 2000
| Năm  | Tên tiếng Anh                | Tên gốc                       | Nước                 | Đạo diễn                         |
| ---- | ---------------------------- | ----------------------------- | -------------------- | -------------------------------- |
| 2000 | Yi Yi: A One and a Two       | Yi yi                         | Nhật Bản/Đài Loan    | Edward Yang                      |
| 2001 | In the Mood for Love         | Fa yeung nin wa               | Pháp/Hồng Kông       | Wong Kar-wai                     |
| 2002 | And Your Mother Too          | Y tu mamá también             | México               | Alfonso Cuarón                   |
| 2003 | City of God                  | Cidade de Deus                | Brasil               | Fernando Meirelles               |
| 2004 | Bad Education                | La mala educación             | Tây Ban Nha          | Pedro Almodóvar                  |
| 2005 | 2046                         | 2046                          | Trung quốc/Hồng Kông | Wong Kar-wai                     |
| 2006 | Army of Shadows              | L'armée des ombres            | Pháp/Ý               | Jean-Pierre Melville             |
| 2007 | The Lives of Others          | Das Leben der Anderen         | Đức                  | Florian Henckel von Donnersmarck |
| 2008 | 4 Months, 3 Weeks and 2 Days | 4 luni, 3 săptămâni şi 2 zile | România              | Cristian Mungiu                  |

Bản mẫu:NYFCC Awards Chron